# Selokromo
Selokromo is een bestuurslaag in het regentschap Wonosobo van de provincie Midden-Java, Indonesië. Selokromo telt 2770 inwoners (volkstelling 2010).